# E=mc2 (album de Mariah Carey)
Pour les articles homonymes, voir E=mc2 (homonymie).
Albums de Mariah Carey
The Emancipation of Mimi
(2005) Love Songs
(2009)
Singles
1. Touch My Body
Sortie : 12 février 2008
2. Bye Bye
Sortie : 7 avril 2008
3. I'll Be Lovin' U Long Time
Sortie : 1er juillet 2008
4. I Stay In Love
Sortie : 28 octobre 2008

E=MC2  est le onzième album studio (et le quinzième au total) de Mariah Carey sorti le 15 avril 2008 aux États-Unis.
La signification de l'album est la suivante: le "E" pour "Emancipation" (un clin d'œil à son dernier opus, The Emancipation of Mimi), le "MC" étant les initiales de Mariah Carey, et le 2 pour "puissance 2". Il s'agit aussi de faire un jeu de mots avec la célèbre formule de la relativité restreinte E=mc2 d'Albert Einstein. De par le succès du 1er single Touch My Body, Mariah Carey surpasse Elvis Presley avec 18 titres érigés n°1 dans le Billboard Hot 100 aux États-Unis.

## Liste des titres
| #   | Titre                                | Producteur(s)                                            | Auteur(s)                                                                                 | Durée |
| --- | ------------------------------------ | -------------------------------------------------------- | ----------------------------------------------------------------------------------------- | ----- |
| 1.  | Migrate (Feat. T-Pain)               | Mariah Carey, Danja                                      | Mariah Carey, N. Hills, B. Muhammad, T-Pain                                               | 4:18  |
| 2.  | Touch My Body                        | Mariah Carey, Christopher "Tricky" Stewart, The-Dream    | Mariah Carey, The-Dream, Crystal "Cri$tyle" Johnson, Christopher "Tricky" Stewart Stewart | 3:27  |
| 3.  | Cruise Control (Feat. Damian Marley) | Mariah Carey, Jermaine Dupri, Manuel Seal (coproduction) | Mariah Carey, Jermaine Dupri, Manuel Seal, Crystal "Cri$tyle" Johnson, Damian Marley      | 3:33  |
| 4.  | I Stay In Love                       | Mariah Carey, Bryan-Michael Cox                          | Mariah Carey, Bryan-Michael Cox, A. Shropshire, K. Dean                                   | 3:32  |
| 5.  | Side Effects (Feat. Young Jeezy)     | Mariah Carey, Scott Storch                               | Mariah Carey, Scott Storch, Crystal "Cristyle" Johnson, J. Jenkins                        | 4:22  |
| 6.  | I'm That Chick                       | Mariah Carey, Stargate                                   | Mariah Carey, M. S. Eriksen, Tor Erik Hermansen, Johnta Austin, Rodney Lynn Temperton     | 3:31  |
| 7.  | Love Story                           | Mariah Carey, Jermaine Dupri, Manuel Seal (coproduction) | Mariah Carey, Jermaine Dupri, Manuel Seal, Johnta Austin                                  | 3:56  |
| 8.  | I'll Be Lovin' U Long Time           | Mariah Carey, DJ Toomp                                   | Mariah Carey, A. Davis, Crystal "Cri$tyle" Johnson, M. DeBarge, E. Jordan                 | 3:01  |
| 9.  | Last Kiss (Feat. Jermaine Dupri)     | Mariah Carey, Jermaine Dupri                             | Mariah Carey, Jermaine Dupri, Manuel Seal, Johnta Austin                                  | 3:36  |
| 10. | Thanx 4 Nothin'                      | Mariah Carey, Jermaine Dupri, Manuel Seal (coproducion)  | Mariah Carey, Jermaine Dupri, Manuel Seal                                                 | 3:05  |
| 11. | O.O.C.                               | Mariah Carey, Swizz Beatz                                | Mariah Carey, K. Dean, Shawntae Harris                                                    | 3:26  |
| 12. | For The Record                       | Mariah Carey, Bryan-Michael Cox                          | Mariah Carey, Bryan-Michael Cox, A. Shropshire                                            | 3:26  |
| 13. | Bye Bye                              | Mariah Carey, Stargate                                   | Mariah Carey, M. S. Eriksen, Tor Erik Hermansen, Johnta Austin                            | 4:27  |
| 14. | I Wish You Well                      | Mariah Carey, James Poyser                               | Mariah Carey, James Poyser, M. Tatum                                                      | 4:35  |

Bonus Japon
| #   | Titre                      | Producteur(s)                   | Auteur(s)    | Durée |
| --- | -------------------------- | ------------------------------- | ------------ | ----- |
| 15. | Heat                       | Mariah Carey, Will.i.am         | Mariah Carey | 3:34  |
| 16. | 4Real4Real (Feat. Da Brat) | Mariah Carey, Bryan Michael Cox | Mariah Carey | 4:13  |

## Production
Mariah Carey a annoncé avoir préparé de nouvelles chansons durant sa dernière tournée mondiale, The Adventures of Mimi Tour.
Elle a préparé son album dans le studio de la plus grande villa du petit territoire d'outre-mer britannique d'Anguilla. Bryan Michael Cox s'y est rendu pour (co-)produire pas moins de quatre chansons.
Durant une soirée au TAO, la chanson "Migrate" a été passée (chanson dans laquelle figure le rappeur T-Pain).
Le 1er février 2008, une vidéo est apparue sur le site officiel de Mariah Carey montrant Jermaine Dupri et la chanteuse en studio d'enregistrement.
Avant de définitivement s'appeler "E=MC2", les rumeurs le plus folles sont apparues concernant le titre du nouvel album. D'après certains sites internet, les fans de la chanteuse et les médias, l'album devait avoir pour nom : « The Butterfly Within’ », « Sweet Soul Odeyssy », « Secret » ou encore « That Chick ».

### Samples
Roger Friedman a révélé que le morceau I'll Be Lovin' U Long Time utilisait un sample de la chanson Stay With Me, du groupe DeBarge.
La chanson I'm That Chick utilise un sample du titre de Michael Jackson, Off the Wall.

### Éditions
- Édition Standard : 14 chansons et un livret de 16 pages.
- Édition Deluxe : Une édition Deluxe sera aussi disponible le jour de la sortie de la version standard[Passage à actualiser]. Cette édition Deluxe contiendra les 14 chansons de la version standard, mais il y aura en plus un poster et une fourre pour iPod Classic[9].

## Singles

### Touch My Body
sortie le 12 février 2008
Le titre a été choisi comme 1er single. Il a été diffusé en radio américaine le 19 février, pour la première fois. Un jour après seulement, le titre se classait déjà à la place #78 au Billboard Hot R&B/Hip-Hop Songs (devenant ainsi son 41e titre à se classer dans ce tableau).
De par le succès du single Touch My Body, Mariah Carey établit un nouveau record : celle de l'artiste ayant le plus de singles classés no 1 dans le Billboard Hot 100. De ce fait, elle surpasse Elvis Presley avec 18 titres érigés dans ce classement, ce qui fait d'elle la seule artiste solo à obtenir le plus de singles classés no 1 de l'histoire des États-Unis.
Le vidéoclip de la chanson a été réalisé par Brett Ratner qui avait auparavant collaboré sur les vidéos de "I Still Believe", "Heartbreaker", "Thank God I Found You", It's Like That et We Belong Together de Mariah.
Le clip montre une Mariah très sexy et drôle. À ce propos, Brett dira que c'est la 6e vidéo qu'ils tournent ensemble, et qu'il s'agit là de la meilleure, visuellement comme musicalement. Jack McBrayer apparaît dans la vidéo et joue le rôle d'un réparateur d'ordinateurs qui se prend à rêver de Mariah Carey, dans des situations plutôt loufoques. Brett dira aussi que la vidéo est une parfaite combinaison entre humour et fantasmes avec une Mariah qui n'avait jamais été aussi belle.
Le clip, sur YouTube, a été vu plus de 9,4 millions de fois en un peu plus de deux mois, et plus de 21,2 millions de fois 8 mois après sa mise en ligne. En 2013, elle dépasse les 100 millions de vues.

### Bye Bye
sortie le 7 avril 2008
Lors d'un interview le 26 mars 2008, Mariah a annoncé que le 2e single album de l'opus est Bye Bye, co-produite par Stargate et Johnta Austin. La chanson est un titre R&B/pop au thème universel, bien que négatif: la mort d'un proche. Dans la chanson, elle se base sur son expérience personnelle, puisque son père, Alfred Roy Carey, est mort d'un cancer en 2002. La chanteuse avait déjà abordé le thème de la mort dans le titre One Sweet Day, présent sur l'album Daydream en 1995."
Les critiques de la chanson ont été excellentes. Alors que le site Rap-Up en dit: "Cela va en faire pleurer certains [...] Et qu'il s'agira sûrement d'un nouveau numéro 1", le site de VH1 parle de la chanson et annonce: "[...] au cas où rien d'autre n'est un tube, cette chanson en est un pour sûr [...]".
La chanson s'est directement classée no 23 au Billboard, faisant le 4e plus gros démarrage pour un single cette année-là aux États-Unis. Et il s'agit aussi de sa 7e meilleure entrée de single dans ces charts.
Justin Francis dirige le vidéoclip de la chanson. Dans cette vidéo, Mariah est vêtue notamment d'une jupe en jeans. Le clip contient des images de la tournée promotionnelle de son album E=MC2 et de membres de sa famille décédée comme sa grand-mère et son père. On y voit aussi Luciano Pavarotti.

### I'll Be Lovin' U Long Time
sortie le 1er juillet 2008
Après la promotion du single au Japon, Mariah Carey a tourné le clip de ce troisième extrait à Hawaii sous la direction de Chris Applebaum. Le Titre est accompagné du rappeur T.I. pour la version single. Dans un même temps, Mariah Carey fait une apparition dans le film Rien que pour vos cheveux, au côté d'Adam Sandler où est aussi inclus I'll Be Lovin' U Long Time, qui officie en tant que générique de fin.
Le titre atteint la 27e place au Billboard.

### I Stay In Love
sortie le 28 octobre 2008
Elle[Qui ?] a tourné le clip à Las-Vegas sous la direction de Nick Cannon. La chanson atteint la 81e place au Billboard.

## Sortie
| Pays                         | Date          | Label          |
| ---------------------------- | ------------- | -------------- |
| Russie                       | 8 avril 2008  | Island Records |
| Pologne                      | 9 avril 2008  | Island Records |
| Allemagne                    | 11 avril 2008 | Island Records |
| Pays-Bas                     | 11 avril 2008 | Island Records |
| France                       | 14 avril 2008 | Island Records |
| Danemark                     | 14 avril 2008 | Island Records |
| Philippines (Deluxe edition) | 14 avril 2008 | Island Records |
| Royaume-Uni                  | 14 avril 2008 | Island Records |
| Canada                       | 15 avril 2008 | Island Records |
| Hong Kong                    | 15 avril 2008 | Island Records |
| Corée du Sud                 | 15 avril 2008 | Island Records |
| Espagne                      | 15 avril 2008 | Island Records |
| Taïwan                       | 15 avril 2008 | Island Records |
| États-Unis                   | 15 avril 2008 | Island Records |
| Brésil                       | 16 avril 2008 | Island Records |
| Finlande                     | 16 avril 2008 | Island Records |
| Japon                        | 16 avril 2008 | Island Records |
| Europe                       | 16 avril 2008 | Island Records |
| Australie                    | 19 avril 2008 | Island Records |
| Mexique                      | 22 avril 2008 | Island Records |
| Thaïlande                    | 22 avril 2008 | Island Records |
| Émirats arabes unis          | 28 avril 2008 | Island Records |

## Promotion

### États-Unis
La véritable promotion de l'album débuta fin mars, officiellement, mais la chanteuse a filmé une vidéo spécialement pour BET, le 7 mars, elle contient un segment d'une performance live. Elle y a interprété quatre chansons : Migrate, Love Story, Touch My Body et I’m That Chick. Cette vidéo sera diffusée le 16 avril. Elle a aussi été invitée au Saturday Night Live le 15 mars et a interprété les titres Touch My Body et Migrate. Notons aussi le fait qu'il était prévu que Janet Jackson soit l'invité musical, mais celle-ci annula son passage pour des raisons médicales, alors Mariah fut invitée. Mariah a interprété 3 chanson dans la première de "The Hills", le 24 mars 2008 : Touch My Body, We Belong Together et I'M That Chick. Mariah Carey s'est ensuite rendue au célèbre Talk Show d'Oprah Winfrey, le 14 avril 2008. Elle y interpréta son nouveau single, Bye Bye. Le jour de la sortie de l'album aux États-Unis (le 15 avril 2008), elle était présente à "American Idol" en tant que mentor ; et le 16 avril elle a interprété Bye Bye. Le 25 avril, la tour de l'Empire State Building a honoré le nouvel album de la chanteuse en illuminant le gratte-ciel avec les couleurs de l'album, rose, lavande et blanc. Ce même jour, elle donnait un mini-concert, Good Morning America, à Times Square (New York) et interpreta Touch My Body, I'M That Chick et Bye Bye. En novembre, elle participe aux Americans Music Awards, où elle interprète le single I Stay In Love, et elle est également en nomination pour 2 prix.

### Europe
Après un passage rapide à Los Angeles, encore, (et après avoir fait la promotion à New York et Los Angeles), la chanteuse a fait la promotion de l'album dans trois pays d'Europe : la France, l'Angleterre et l'Allemagne.
En France, elle est arrivée le 30 mars 2008. À son arrivée à Paris, elle fut interviewée par NRJ et discuta du plaisir qu'elle a eu à produire le nouvel album et à travailler avec des producteurs comme will.i.am ou Stargate. Elle fit la promotion de Touch My Body et de l'album E=MC2 avec les interviews de M6 et d'Ado FM le 31 mars. Puis, dans la soirée, elle fut interviewée par Skyrock. Son passage live dans l'émission "Le Grand Journal" (Canal+) fut annulé, mais sera diffusé le 9 avril. Elle est aussi passée dans Le Journal de 20 Heures de TF1. Le 13 avril, Mariah Carey était exclusivement interviewée pour le "66 Minutes" de M6.
En Angleterre, elle fit une séance de dédicaces le 1er avril, dans le magasin Selfridges, Oxford Street. Mariah fut invitée dans l'émission The Paul O'Grady Show le 4 avril. Elle participa en plus, le 3 mai, au Friday Night Project. Le 5 février fut diffusée l'émission "T4 Presents" (Channel 4), elle y fit la promotion de l'album et y interpréta les titres Touch My Body, Bye Bye et I'M That Chick.
En Allemagne, elle fit l'apparition live dans "Deutschland sucht den Superstar" (la version allemande de La Nouvelle Star) le 5 avril. Elle y a chanté Touch My Body et a donné le Top8 des candidats. Elle fut le premier artiste international à être invité.

### Japon
Fin mai, Mariah s'est rendu au MTV Japan Music Awards de Tokyo. Elle y a interprété la chanson I'll Be Lovin' U Long Time pour la première fois.

## Accueil

### Charts
L'album débute en #1 dans les charts américains du Billboard avec plus de 463 000 exemplaires vendus pour cette première semaine (14 % de plus que la première semaine de The Emancipation of Mimi), Ce qui fait que E=MC2 est le mieux vendu durant la première semaine, dans toute la carrière de Mariah Carey. De plus, l'album devient son sixième no 1 dans le pays, elle égalise donc avec Janet Jackson dans le nombre d'albums ayant atteint la place #1 des charts, mais reste juste derrière Madonna et Barbra Streisand qui en possèdent 7 et 8. Il s'agit aussi là des meilleures ventes pour la première semaine depuis Growing Pains de Mary J. Blige (qui en a vendu 629 000). La semaine suivante, il se vend à 182 000 copies et il est toujours #1. Il reste à cette position pendant deux semaines d'affilée, ce qui n'était pas arrivé depuis Daydream en 1995.
En Europe "E=MC2" a beaucoup plus de mal à s'imposer : en France l'album débute à la sixième place avec 11 133 exemplaires, mais il chute dès la deuxième semaine (-11 places), pareil en Allemagne ou après être entré à la septième place (9 500 exemplaires), l'album descend dès la semaine suivante de 15 places, ainsi qu'au Royaume-Uni, l'album débute à la 3e place et se vend 34 800 copies. Il s'agit là de la plus haute position de Mariah Carey depuis l'album Butterfly (qui en avait vendu 28 758 lors de la première semaine), qui s'était placé à la deuxième place. Il est certifié or au Royaume-Uni.
Au Canada, son album est #1, son premier depuis Butterfly, et vendu à 19 000 exemplaires pour cette première semaine (c'est 8 000 de plus que The Emancipation of Mimi, qui s'était placé à la 2e place). Il est certifié platine au Canada.
Au Japon aussi l'album fera des scores plutôt faibles, Mariah Carey se place en septième position, vendant 36 600 copies pour sa première semaine ; c'est 13 000 exemplaires de moins que The Emancipation of Mimi qui s'était placé à la deuxième place pour la première, il faudra attendre la tournée promotionnelle de Mariah au Japon au mois de juin 2008 pour voir l'album remonter. Il s'est vendu à 160 000 copies et il est certifié or.
Après 19 semaines, la RIAA a rapporté que E=MC2 s'était vendu à 1 303 432 exemplaires aux États-Unis ,.
Finalement, E=MC2 s'est vendu à hauteur de trois millions de copies dans le monde.
| Chart                                     | Meilleure Position | Certification |
| ----------------------------------------- | ------------------ | ------------- |
| Allemagne- Top Albums                     | 7                  |               |
| Australie- Top 50 Albums                  | 2                  | Or            |
| Autriche- Top 40 Albums                   | 8                  |               |
| Belgique (néerlandophone) - Top 50 Albums | 17                 |               |
| Belgique (francophone) - Top 50 Albums    | 25                 |               |
| Brésil- Top 100 Albums                    | 6                  |               |
| Canada- Top 10 Albums                     | 1                  | Platine       |
| Corée du Sud- Top 20 Albums               | 1                  | Or            |
| Espagne- Top 100 Albums                   | 16                 |               |
| États-Unis- Billboard 200                 | 1 (2)              | Platine       |
| France- Top 200 Albums                    | 6                  | Argent        |
| Irlande- Top 100 Albums                   | 7                  |               |
| Italie- Top 50 Albums                     | 9                  |               |
| Japon- Top Albums                         | 7                  | Or            |
| Norvège- Top 40 Albums                    | 20                 |               |
| Nouvelle-Zélande- Top 40 Albums           | 10                 |               |
| Pays-Bas- Dutch Album Top 100             | 11                 |               |
| Royaume-Uni- Top 40 Albums                | 3                  | Or            |
| Suède- Top 60 Albums                      | 22                 |               |
| Suisse- Albums Top 100                    | 5                  |               |
| Taïwan - Top 20 Albums                    | 1                  |               |
| - Albums Chart                            | 1 (2)              |               |

### Réception critique
Avant même que l'album ne sorte, certains critiques ont été invités à l'écouter. Par exemple, The Observer (The Guardian) a attribué à l'album 4 étoiles sur 5 en ajoutant notamment qu'"il est bon d'être Mariah Carey, à présent".
Vocalement, Mariah irait très bien : FOXNews et RWD disent "Ses 5 octaves ont souffert avec le temps, mais Carey peut encore flotter entre très hautes notes, douces et notes basses comme personne" et "Vocalement et dans la puissance, c'est encore un remarquable opus de la plus grande vendeuse du monde".